# Erysimum stenophyllum
Erysimum stenophyllum là một loài thực vật có hoa trong họ Cải. Loài này được Boiss. ex Polatschek mô tả khoa học đầu tiên năm 1983.